# Campiglossa gansuica
Campiglossa gansuica är en tvåvingeart som först beskrevs av Chen 1938.  Campiglossa gansuica ingår i släktet Campiglossa och familjen borrflugor. Inga underarter finns listade.